# Udanin (gmina)
Udanin – gmina wiejska w województwie dolnośląskim, w powiecie średzkim. W latach 1975–1998 gmina położona była w województwie legnickim.
Siedziba gminy to Udanin.
Według danych z 30 czerwca 2004 gminę zamieszkiwało 5665 osób. Natomiast  według danych z 30 czerwca 2020 roku gminę zamieszkiwało 5067 osób.

## Struktura powierzchni
Według danych z roku 2002 gmina Udanin ma obszar 110,71 km², w tym:
- użytki rolne: 87%
- użytki leśne: 4%

Gmina stanowi 15,73% powierzchni powiatu.

## Demografia

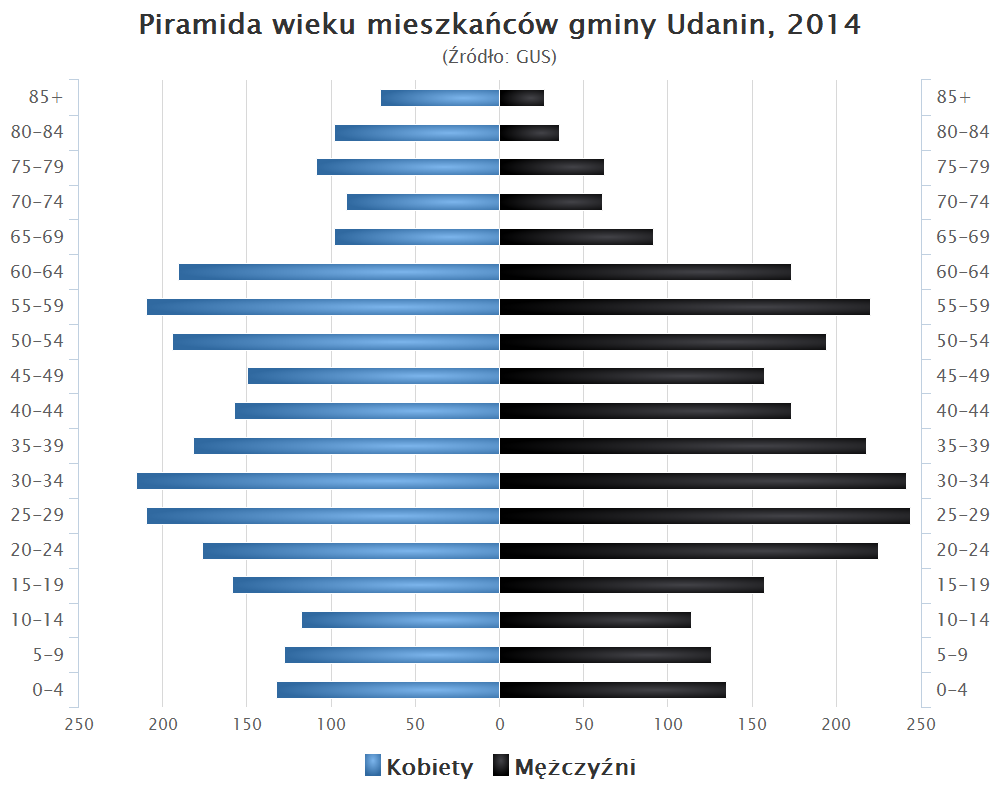
Piramida wieku mieszkańców gminy Udanin w 2014 roku

Dane z 30 czerwca 2004:
| Opis                              | Ogółem | Ogółem | Kobiety | Kobiety | Mężczyźni | Mężczyźni |
| --------------------------------- | ------ | ------ | ------- | ------- | --------- | --------- |
| jednostka                         | osób   | %      | osób    | %       | osób      | %         |
| populacja                         | 5665   | 100    | 2843    | 50,2    | 2822      | 49,8      |
| gęstość zaludnienia (mieszk./km²) | 51,2   | 51,2   | 25,7    | 25,7    | 25,5      | 25,5      |

## Sołectwa
Damianowo, Drogomiłowice, Dziwigórz, Gościsław, Jarosław, Jarostów, Karnice, Konary, Lasek, Lusina, Łagiewniki Średzkie, Pichorowice, Piekary, Pielaszkowice, Różana, Sokolniki, Udanin, Ujazd Dolny, Ujazd Górny.

## Pozostałe miejscowości
Dębki, Dębnica, Jańczów, Księżyce.

## Sąsiednie gminy
Kostomłoty, Mściwojów, Strzegom, Środa Śląska, Wądroże Wielkie, Żarów